# Plastocyanine

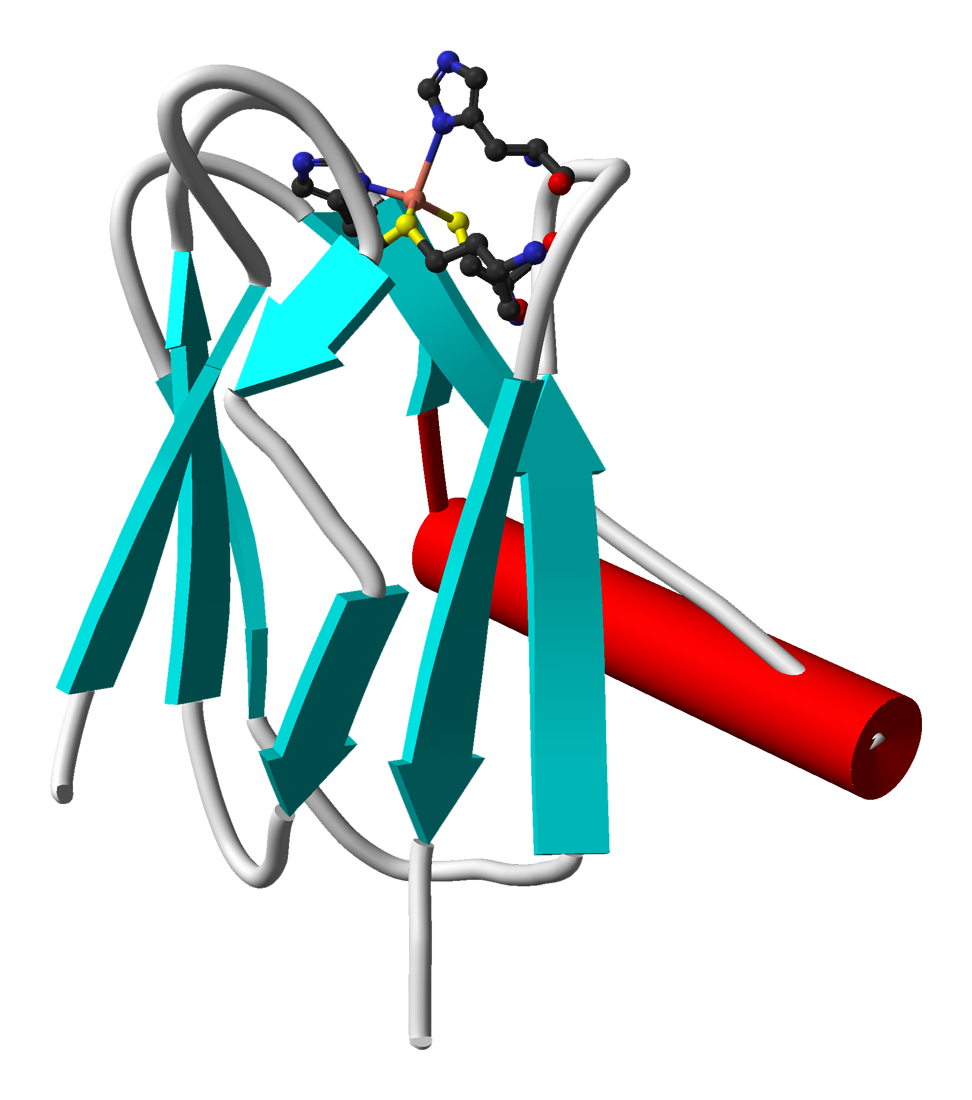
Structure d'une plastocyanine de Phormidium laminosum, une cyanobactérie thermophile.

Une plastocyanine est une métalloprotéine contenant du cuivre qui intervient dans les réactions de transfert d'électrons. Il s'agit d'une protéine monomérique dont la masse moléculaire est de l'ordre de 10,5 kDa pour 99 acides aminés chez la plupart des plantes vasculaires. 
Au cours de la photosynthèse, la plastocyanine intervient dans le transfert d'électrons entre le cytochrome f du complexe cytochrome b6f du photosystème II et le P700 (en) du photosystème I. Le complexe cytochrome b6f et le P700 sont deux protéines membranaires avec des résidus d'acides aminés exposés au lumen des thylakoïdes des chloroplastes. Le cytochrome f agit comme donneur d'électrons tandis que le P700 accepte les électrons de la plastocyanine réduite.